# Синиця афганська
Сини́ця афганська (Periparus rufonuchalis) — вид горобцеподібних птахів родини синицевих.

## Поширення
Він поширений в західних Гімалаях та його передгір'ях у Центральній Азії. Трапляється на півночі Індії, заході Китаю, у Пакистані, Таджикистані, Киргизстані та Афганістані.